# Переулок Чехова (Одесса)
Переулок Чехова — улица Одессы, в исторической части города Сахалинчик, от Среднефонтанской улицы до Вознесенского переулка.

## История
Прежнее название — Ананьевский. Современное название в честь великого русского писателя А. П. Чехова.